# Urbanplanen
Urbanplanen er en almen boligbebyggelse beliggende øst for Røde Mellemvej/Amagerfælledvej i bydelen Amager Vest i Københavns Kommune, 3 km fra Rådhuspladsen. Urbanplanen blev udtænkt af Urban Hansen, der var borgmester i tiden, hvor boligområdet blev bygget. Han blev valgt i 1962 blandt andet på et løfte om at bygge 25.000 flere boliger i kommunen. Byggeriet af Urbanplanen skulle løse de stigende problemer med mangel på ordentlige lejligheder til Københavns voksende befolkning. Boligområdet består af 3.000 boliger med i alt cirka 6.000 beboere; området består af Remisevængerne i vest, Hørgården i nord og Dyvekevænget i øst. Remisevænget øst og Hørgården blev bygget ved hjælp af montagebyggeri i 1965-1971 og Dyvekevænget i 1996.
Efter byggeriet af Urbanplanen gik udviklingen i området i stå, og i 2010 blev Hørgården udråbt som "ghetto".. I nyere tid er der med planlægningen og bygningen af Ørestad igen kommet gang i udviklingen af området.
Siden 2003 har der været et forpligtende samarbejde mellem Boligforeningen 3B, Københavns Kommune, beboerne og organisationer og institutioner i lokalområdet om at forbedre Urbanplanen. Fra 2007 og frem har der været en boligsocial helhedsplan. I det daglige varetages indsatsen af Partnerskabet.
I 2010 afsluttedes en storstilet renovering af blandt andet facaderne, og i de kommende år var der flere store fysiske forandringer på vej. I 2015 igangsættes nedrivningen af det gamle Solvang Center for at gøre plads til flere familieboliger. Remiseparken, som er en park på 35.556 m2 i centrum af Urbanplanen, fik i 2014 tildelt 57 mio. kr. af Københavns Kommune til en revitalisering. Parken indeholder to bemandede legepladser.

## Personer fra Urbanplanen
- Jørn Stjerneklar boede der som barn og ung.
- Morten Pape boede der som barn og ung og beskriver livet i området i sin selvbiografiske roman 'Planen'.
- Mohammed Abdalas, fodboldspiller
- Haidar Ansari voksede op og beskrev livet i kvarteret i sin debutdigtsamling 'Institutionaliseret'.